# وان وال استریت
وان وال استریت، (به انگلیسی: One Wall Street) یک ساختمان و آسمان‌خراش ۳۶ طبقه به ارتفاع ۱۹۹ متر، با کاربری اداری-تجاری است، که در تقاطع خیابان وال استریت و خیابان برادوی در منهتن، ایالت نیویورک، در ایالات متحده آمریکا مستقر می‌باشد. پروژه ساخت این ساختمان در سال ۱۹۲۹ آغاز شد و در سال ۱۹۳۱ تکمیل و افتتاح گردید.